# Estación Manuel Alberti
Manuel Alberti es una estación ferroviaria ubicada en la localidad homónima, en el partido del Pilar, Provincia de Buenos Aires, Argentina. Nació como un apeadero y fue primeramente conocida como "Apeadero KM 42" por encontrarse a esa distancia de la estación terminal de Retiro. Tiempo después fue nombrada con el nombre del Presbítero Manuel Alberti.

## Servicios
Es una estación intermedia del servicio diésel metropolitano que se presta entre las estaciones Retiro y Villa Rosa.

## Historia
- En 1890 sólo podía hablarse de Pilar, Escobar, Zárate, Campana, que tenían un perfil prometedor  en cuanto a su crecimiento y un gran semillero de pueblos y esperanzas de futuro a los cuales les dio paso el Ferrocarril como en tantos países. En este caso particular la vía férrea de la  Línea General Belgrano (Ex Ferrocarril Central Norte, Central Córdoba, Argentino del Norte Santa Fe, Trasandino Argentino, Compañía Gral. Buenos Aires, Córdoba y Noroeste, Midland de Buenos Aires y Provincial Buenos Aires).
- La Legislación que fomentó el tendido del tren fue La Ley N.º 280, promulgada el 14 de octubre de 1868; preveía la construcción de una línea que partiera de Córdoba en dirección a Salta y Jujuy, pasando por Tucumán. Al siguiente año, por otra ley, se autoriza al Poder Ejecutivo a contratar las obras de Córdoba a Tucumán, indicando que debe utilizarse la trocha métrica.
- Los trabajos de construcción se iniciaron a principios de 1873 por la empresa Telferler y Cía. por cuenta del gobierno nacional. Los primeros 265 km (hasta Recreo-Catamarca) se habilitaron en abril de 1875 y hasta Tucumán (547 km) el 30 de octubre de 1876. La explotación de la línea por cuenta del Estado comenzó en 1877, en razón de que el contrato suscripto determinaba que los contratistas debían entregar la obra totalmente terminada. Esta línea se denominó Ferrocarril Central Norte, siendo en esa época el más extenso de América del Sur.
- La traza que compone actualmente el Belgrano Norte (actualmente concesionado por Ferrovías) formó parte del Ferrocarril Central Córdoba Extensión a Buenos Aires, nombre que se le daba a la prolongación del Ferrocarril Central Córdoba desde Rosario, en la provincia de Santa Fe, hacia la Ciudad de Buenos Aires. El Ferrocarril Central Córdoba fue uno de los que luego pasó a formar parte del Ferrocarril General Belgrano.  
El tendido de la extensión a Buenos Aires se autorizó hasta la localidad de Boulogne en 1903 y en 1906 comenzaron las obras. En 1909 comenzaron a correr los primeros servicios, que partían de Rosario y llegaban hasta la terminal    provisoria, la estación Villa Adelina, que debió su nombre a la nieta del gerente general del ferrocarril, Adelina Munro Drysdale. En el trayecto hacia Villa Adelina, los trenes paraban en las otras cuatro estaciones existentes al momento en el tramo que es hoy el Belgrano Norte: Villa Rosa, Del Viso, Los Polvorines y Don Torcuato.  En 1912 se llegó a Retiro y comenzaron a funcionar servicios locales entre esa estación y Villa Rosa.
- 1965, la historia de Manuel Alberti comienza en los primeros días de enero, cuando la futura localidad era en su mayoría amplias extensiones de campo, también conocidos por la ciudad vecina de Tortuguitas: "Los Fondos de Tortuguitas". En esos días no más de 200 familias eran las que poblaban tales praderas pampeanas. En su mayoría conformadas por obreros trabajadores dependientes de la empresa estatal "Ferrocarriles Argentinos". Como es de imaginar, pese a estas características, el tren que ya contaba con un tendido férreo , y por la zona sólo realizaba parada en la estación Tortuguitas, partido de Malvinas Argentinas (ex partido de General Sarmiento) con sentido Estación Retiro y en la estación Del Viso, sentido al interior de la Provincia de Buenos Aires.

- 28 de mayo de 1958, con el esfuerzo mancomunado se logra la aprobación de la construcción del Apeadero, costando $500.000 m/n, que se lograría en 2 pagos. Una de las principales trabas que existía además de la recaudación para cubrir los gastos, era la “mano de obra”
- En el año 1959 y en el paraje situado entre Del Viso y Tortuguitas  una moradora pudiente y hacendada se acercó a la sede de la Obra Cardenal Ferrari con la idea de colaborar. Se trató de la Sra. Susana Duchesnoi de Estrada que vivía cómodamente en una chacra  con ocho hijos a su cargo. De esta forma su ofrecimiento apuntaba a que luego de una previa visita al lugar se evaluara la posibilidad de utilizar dos pequeñas habitaciones de una construcción similar a una tapera a casi cien metros del casco de su estancia. El destino fijó a las monjas María Alicia Celina Antonia Caprani , Blanca Vega y Alicia Picasso como unas de las principales encargadas de este nuevo proyecto rural que desde Gerli llegaron a este desafío. La finalidad, tal como la pensó Duchesnoi de Estrada, era que allí la Obra Cardenal Ferrari pudiera comenzar con un plan integral de servicios básicos para aquellas familias esparcidas, pioneras y de muy bajos recursos. Se consiguieron cinco tranvías que sirvieron como aulas, consultorio y biblioteca. El barrio fue conocido luego como Barrio "Los Tranvías".

- Diciembre de 1964, muchos vecinos y pioneros, aceptan el desafío reuniéndose, “asado” mediante para elaborar una tarea paradigmática, que formaría una imagen representativa de sus orígenes. La ubicación de esta Estación / Apeadero fue elegida no en un punto medio lógico sino en el brindado por el llano necesario para que las locomotoras pudieran detenerse y arrancar sin demasiada resistencia por las inclinaciones del terreno

- 6 de junio de 1965 se cancela la deuda con Ferrocarriles Argentinos

- 11 de julio de 1965 llega y se detiene el primer tren en su historia al entonces apeadero "KM 42" que arribó a las 11:35. Por tal motivo y basándose en el primer libro que recopiló la historia local "KM 42, historia de una localidad llamada Manuel Alberti" (Autor José Cuello - ISBN 978-987-33-1595-4) se logró institucionalizar mediante ordenanza municipal la fecha fundacional de la localidad y desde 2012 se celebra ininterrumpidamente (Salvo en 2020 que debido a la pandemia de COVID-19 se celebró de manera Virtual con la presentación del libro "Manuel Alberti, presbítero del encuentro" ISBN 978-987-3656-60-6 en una comunicación desde la Base Esperanza en la Antártida Argentina y con la participación del regimiento de Granaderos a Caballo y el Regimiento de Patricios y vecinos en un emotivo video).
- El 11 de julio de 1965, el gobernador Dr. Oscar Alende, y casi todos los habitantes de la zona, esperaron con ansias la llegada del primer tren. La particularidad fue que sólo ese primer se detuvo en el apeadero. Recién el 20 de septiembre de dicho año y tras los reclamo de los vecinos el servicio de trenes cumplió regularidad, pero el 11 de julio pasó a ser el hito histórico referencial.